# Zbór Kościoła Ewangelicznych Chrześcijan w Inowrocławiu
Zbór Kościoła Ewangelicznych Chrześcijan w Inowrocławiu – ewangeliczna wspólnota chrześcijańska, należąca do Kościoła Ewangelicznych Chrześcijan, mająca siedzibę w Inowrocławiu.

## Charakterystyka
Zbór w Inowrocławiu jest częścią Kościoła Ewangelicznych Chrześcijan, należącego do rodziny wolnych kościołów protestanckich. 
Dawniej był to zbór Kościoła Chrystusowego, jego pierwszym pastorem był Józef Muranty.

## Działalność
Nabożeństwa odbywają się w każdą niedzielę o godzinie 10.00. Charakteryzują się one prostą formą i składają się z kazań opartych na Biblii oraz wspólnego śpiewu i modlitwy. W czasie niedzielnych nabożeństw odbywają się zajęcia Szkoły Niedzielnej dla dzieci. Zbór prowadzi również spotkania studium biblijnego.
Pełniącym obowiązki Pastora Zboru jest Sebastian Lachowicz. Działalnością Wspólnoty kieruje Rada Zboru (w której skład wchodzi m.in. pastor). Najwyższym organami Zboru jest Ogólne Zebranie Członków. Dokonuje ono między innymi wyboru pastora oraz członków Rady Zboru.